# Veľká Fatra
Veľká Fatra, también Gran Fatra; en húngaro: Nagy-Fátra) es una cadena montañosa de los Cárpatos occidentales en Eslovaquia. Se encuentra al sureste de la más conocida Malá (Pequeña) Fatra y está menos desarrollada, además de ser más baja.

## Geología
En el sistema geomorfológico, es parte del Área Fatra-Tatra . Está situada aproximadamente entre las localidades de Ružomberok, Harmanec, Turčianske Teplice y Martin. La cuenca del Turiec y las montañas Lesser Fatra están situadas al noroeste de la cordillera y las montañas del Bajo Tatra están al este. Se puede dividir en siete partes: Šípska Fatra, Šiprúň, Lysec, Hôľna Fatra, Revúcke podolie, Zvolen y Bralná Fatra.
La montaña más alta es Ostredok con 1.596 m. Otras cumbres notables de la parte más grande de Hôľna Fatra son Krížna con 1.574,3 m y Ploská con 1.532,1 m, donde la cresta principal se divide en dos. La cresta occidental de Turiec (eslovaco: Turčiansky hrebeň) incluye, por ejemplo,  el monte Borišov con 1.509,5 m, y la cresta oriental de Liptov (eslovaco: Liptovský hrebeň) incluye, por ejemplo,  el Rakytov con 1.567 m, Bralná Fatra incluye las cumbres de Tlstá, de 1.373,3 m, y Ostrá, de 1.247 m. El macizo de Zvolen (1.402,5 m) conecta la cordillera de Veľká Fatra con la cordillera del Bajo Tatra. Bajo él se encuentra una de las mayores estaciones de esquí de Eslovaquia: Skipark Ružomberok y Donovaly. En la cordillera hay otras estaciones turísticas y de esquí.
Una parte considerable de la cordillera está formada por diversas rocas mesozoicas. La parte central y la cresta principal están formadas por rocas no resistentes (pizarras) y el relieve está suavemente modelado (Ploská, Ostredok). La parte sur y suroeste está formada por calizas y dolomitas resistentes con paredes rocosas y arrecifes. Las crestas suelen estar separadas por valles en forma de cañón. Los más importantes son el valle de Gader (Gaderská dolina) y el valle de Blatnica (Blatnická dolina). El valle más largo es el de Ľubochňa (Ľubochnianska dolina) con 25 km. En esta zona se encuentran numerosas formaciones cársticas y la cueva de Harmanec es una de las más conocidas de Eslovaquia.

## Paisaje
Casi el 90% de la superficie está cubierta por bosques: hayas y  bosques de abetos, en algunos lugares reemplazados por plantaciones de abetos y reliquias de pinos. El área de Harmanec es el sitio de tejos más rico de Europa. El límite superior natural original de los bosques se redujo durante la colonización de Valaquia. Hay muchos pastos extensos en las tierras altas, donde se cría el ganado en verano.
La mayor parte del área estuvo protegida por el Área de Paisaje Protegido de Veľká Fatra desde 1973, y las partes más valiosas están incluidas en el parque nacional Veľká Fatra desde 2002. El resto de la antigua área de paisaje protegido ahora sirve como zona de amortiguamiento.
En esta zona se encuentran las ruinas de los castillos Blatnický y Sklabinský. También se encuentra aquí la arquitectura tradicional de Vlkolínec (Patrimonio de la Humanidad por la UNESCO) y Liptovské Revúce y los spas Ľubochňa y Turčianske Teplice.

## Miradores
- Rakytov (1.567 m)
- Krížna (1574 m) - la mejor vista de las montañas del sur - Kremnické vrchy, Poľana, Vtáčnik
- Tlstá (1.208 m) - vista de la cuenca del Turiec

## Galería

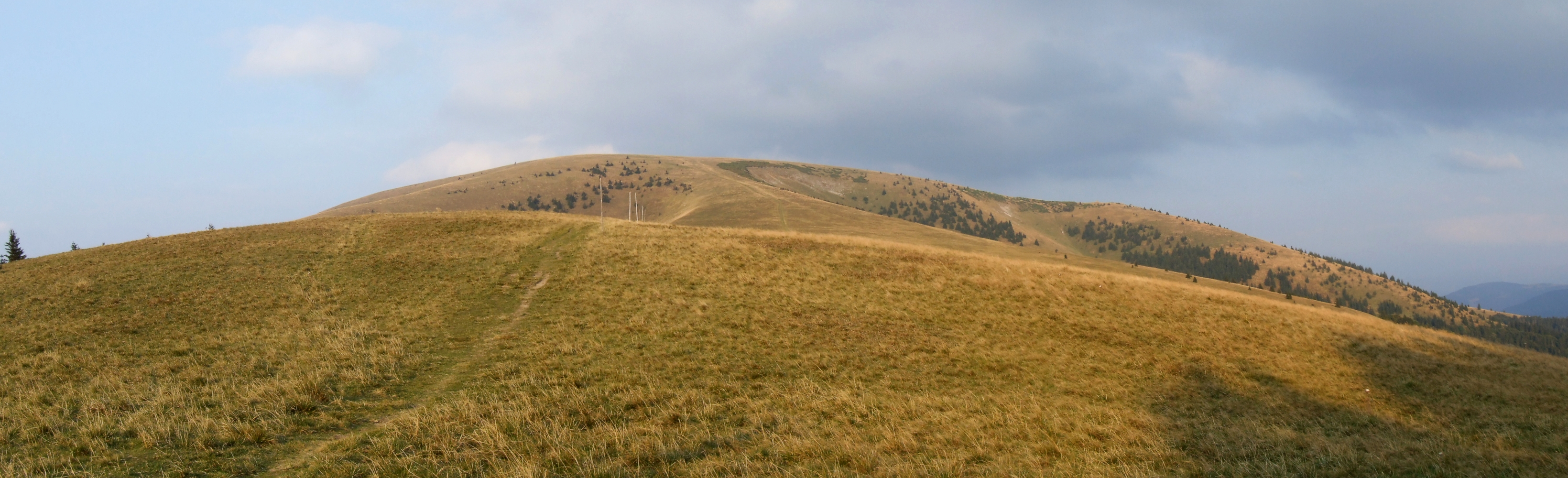
Ploská
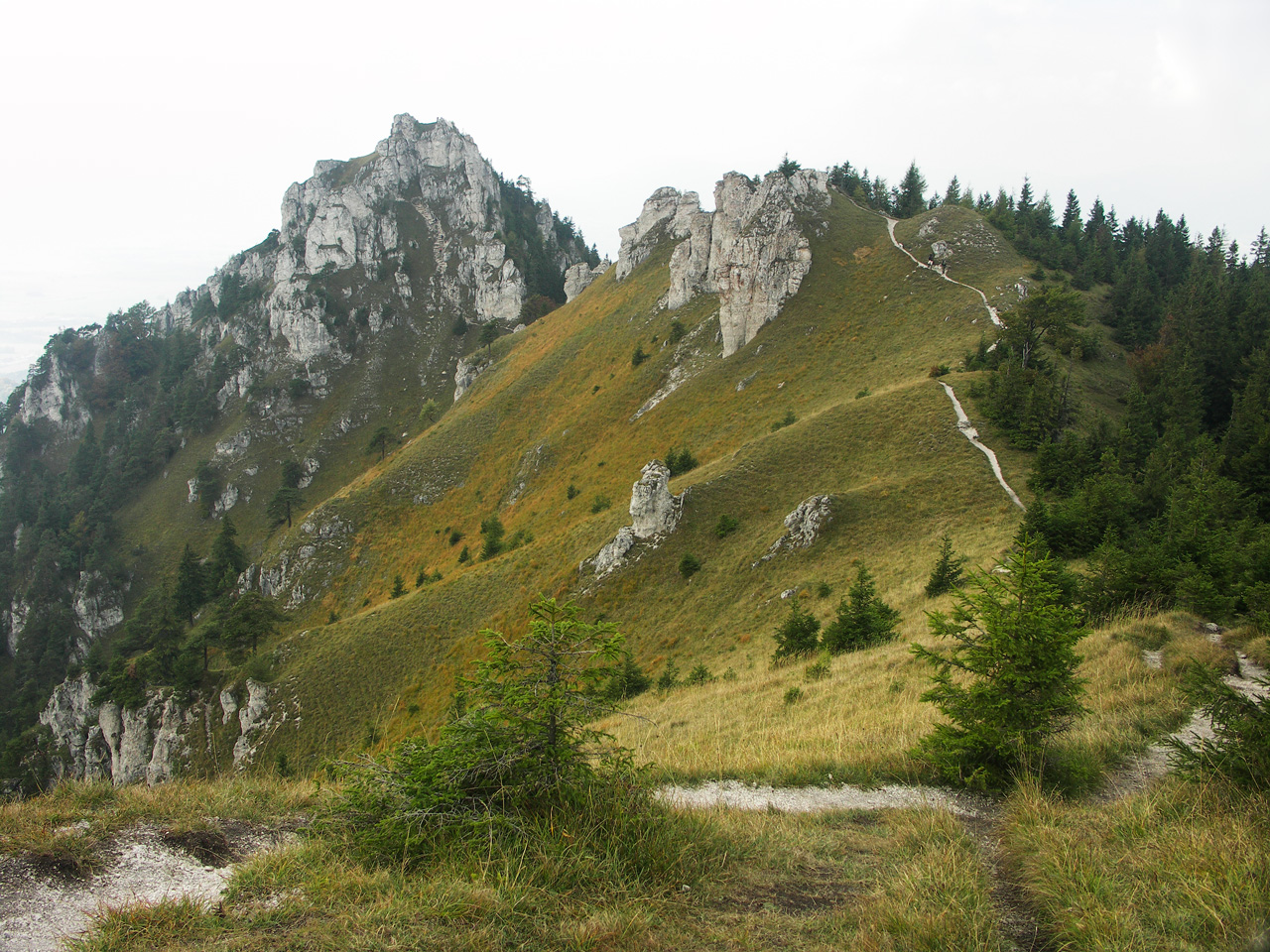
Rocas típicas del Bralná Fatra
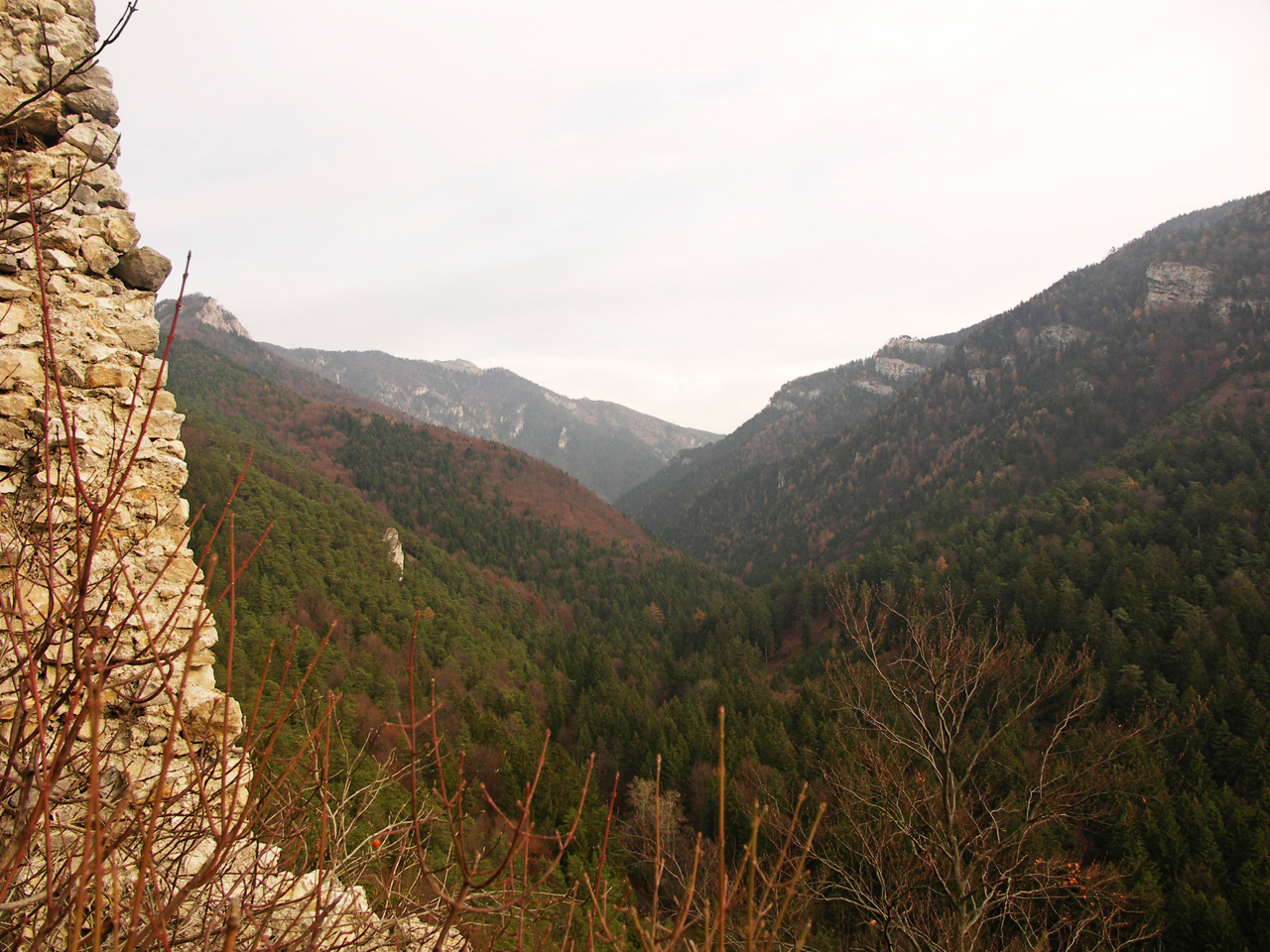
Valle de Gader
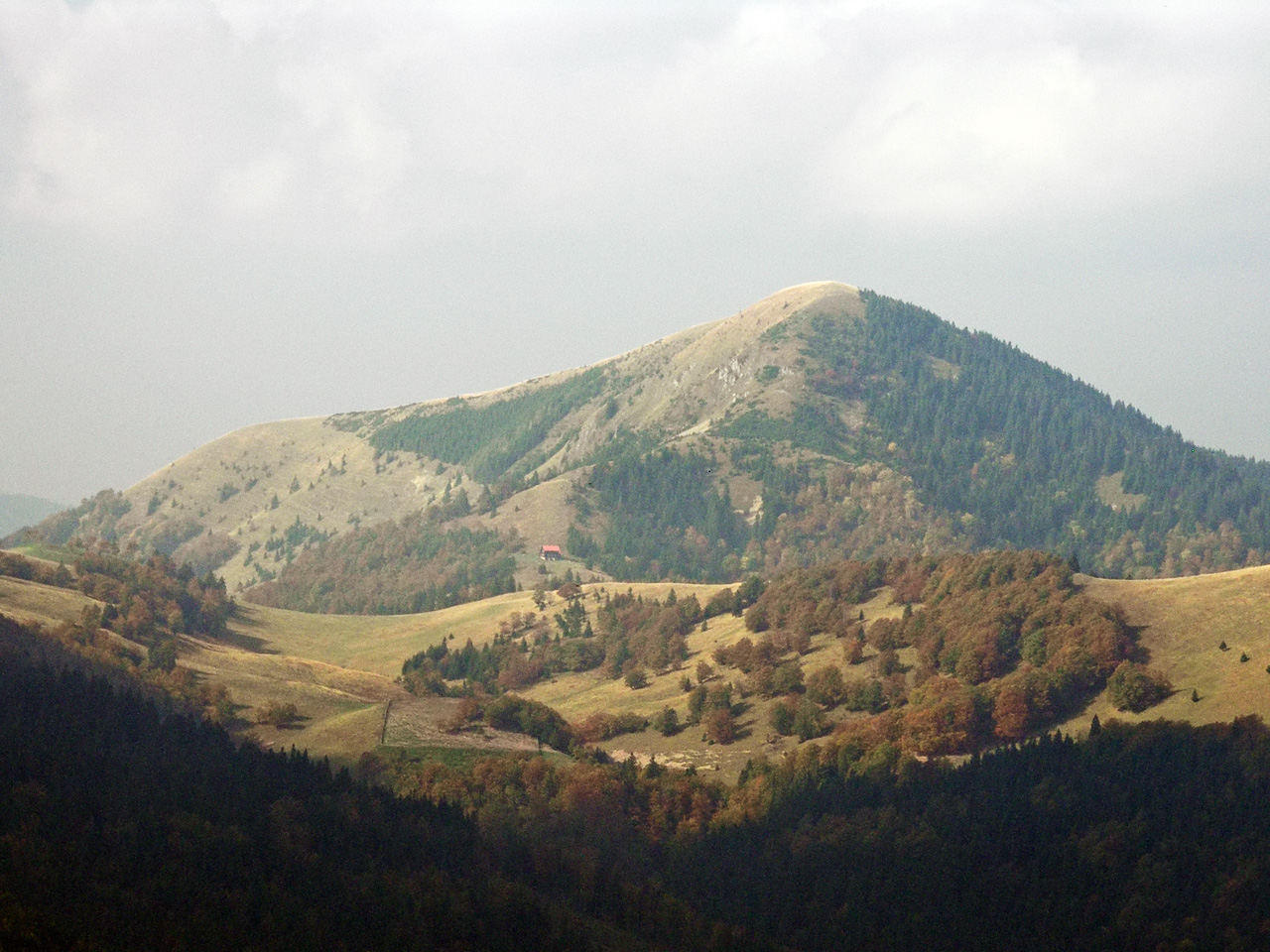
Borišov
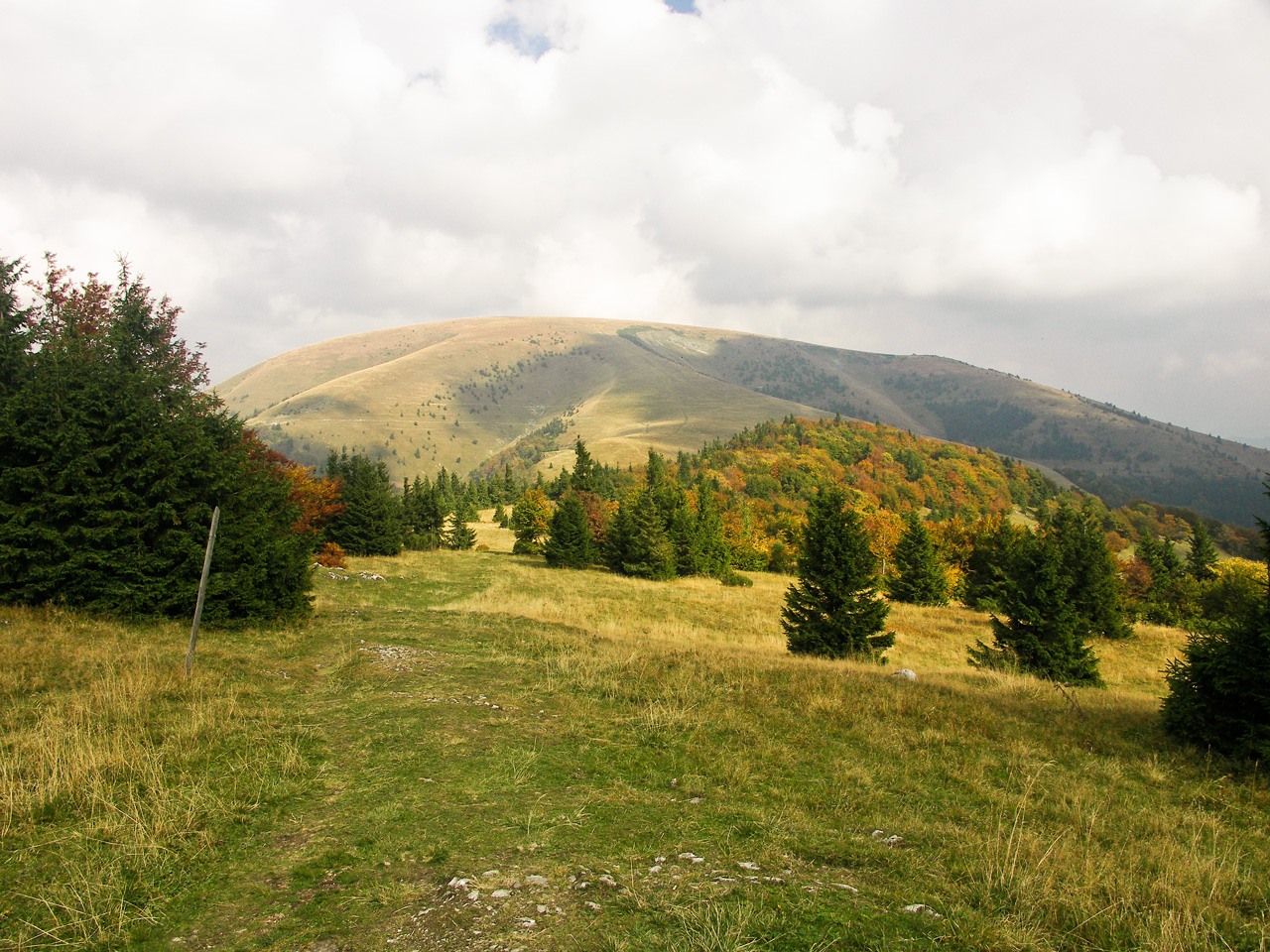
Ploská
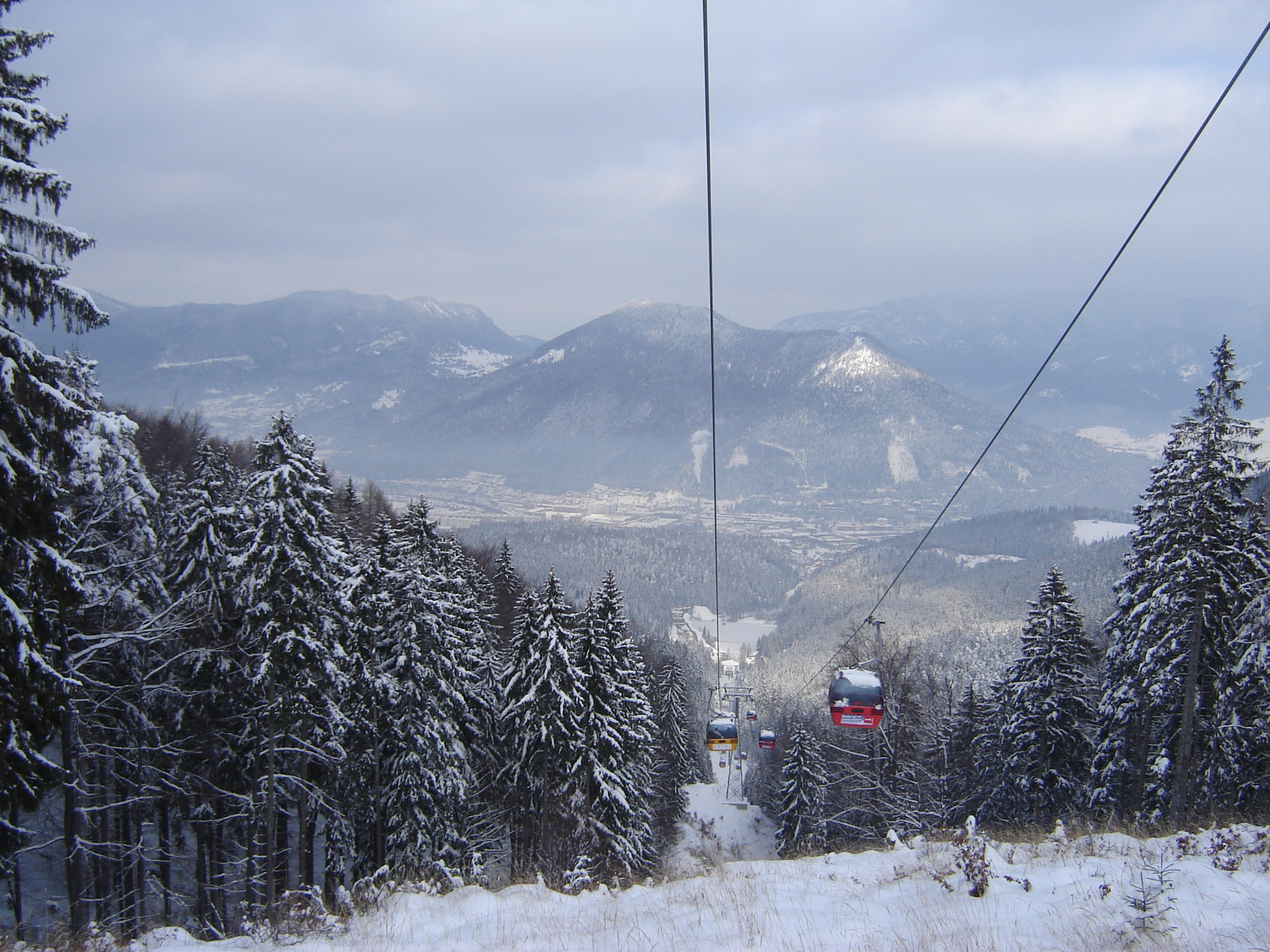
Estación de esquí de Malinné
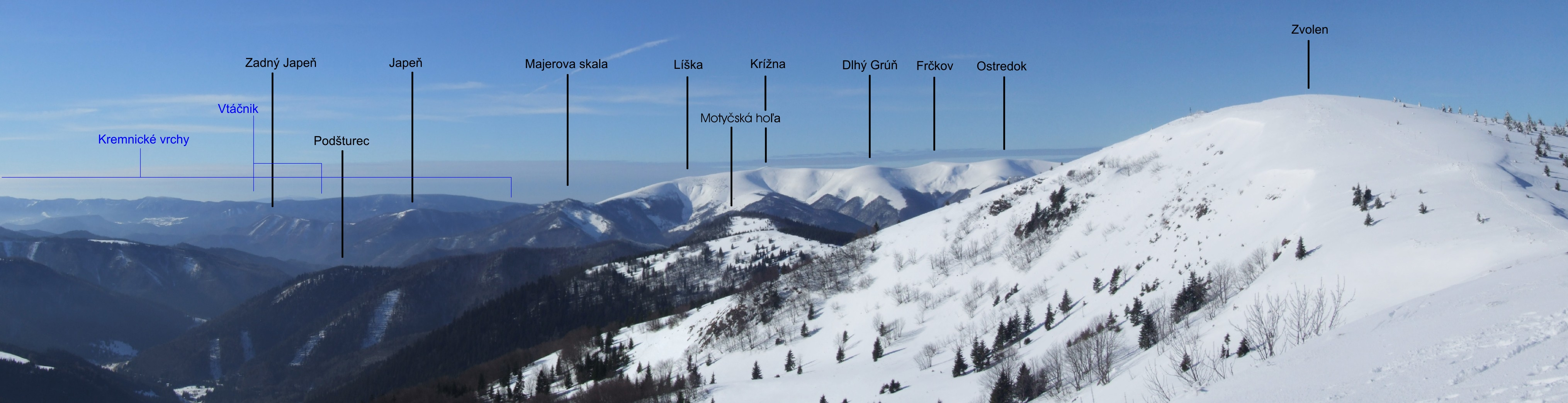
Panorama del Veľká Fatra
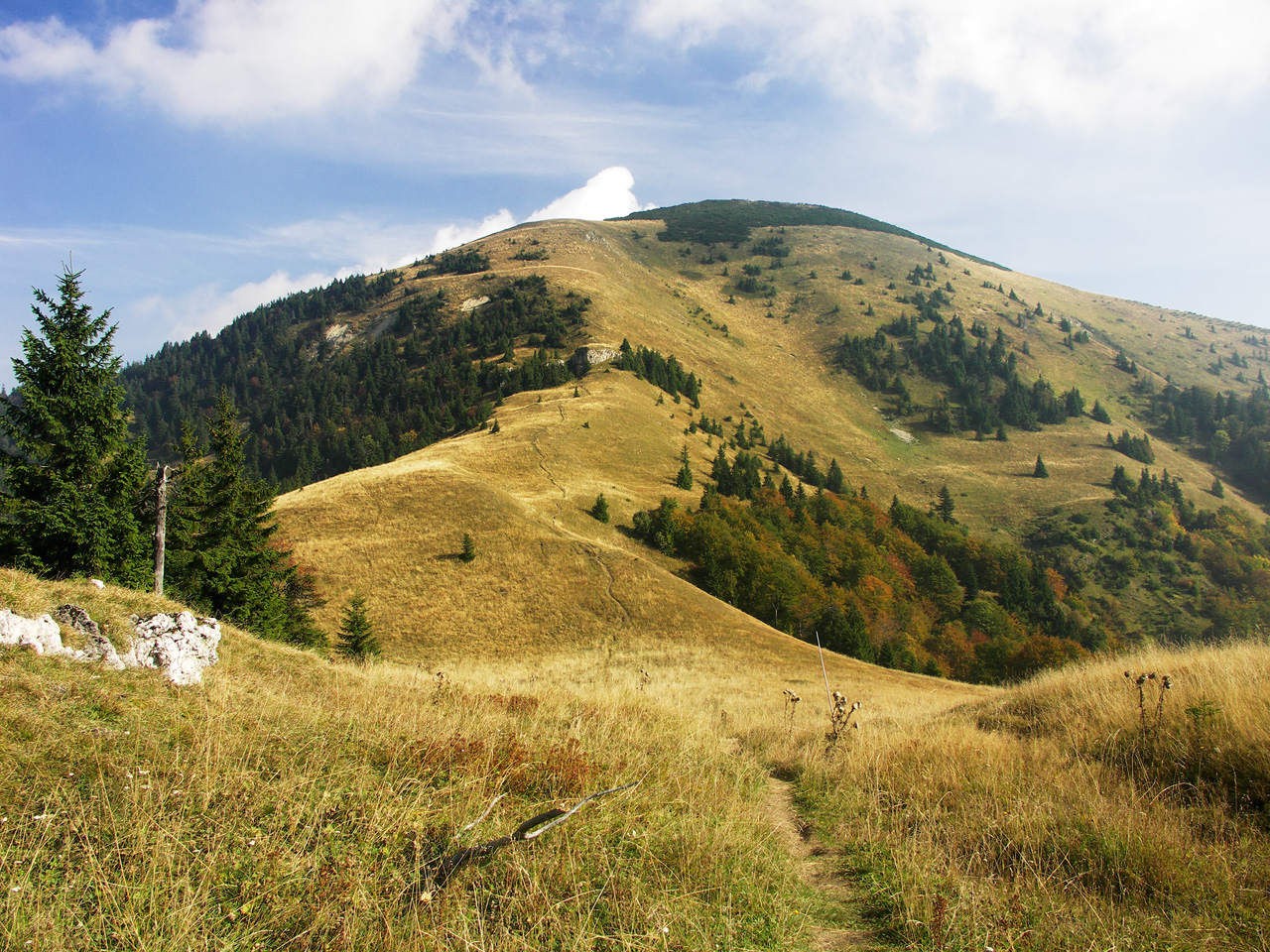
Rakytov
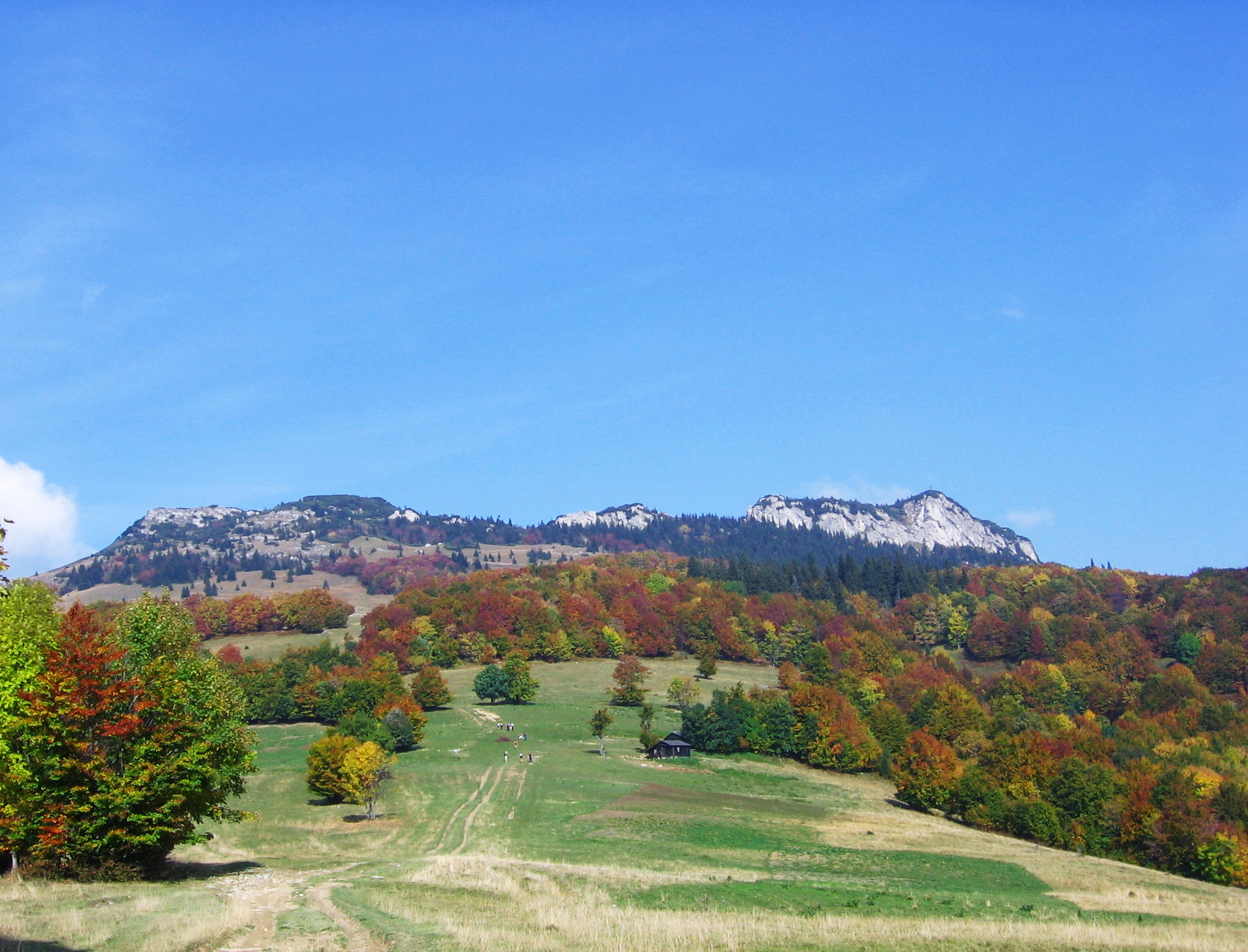
Čierny kameň